# Phrynobatrachus rungwensis
Espèce
Synonymes
- Arthroleptis rungwensis Loveridge, 1932

Statut de conservation UICN

 LC  : Préoccupation mineure
Phrynobatrachus rungwensis est une espèce d'amphibiens de la famille des Phrynobatrachidae.

## Répartition
Cette espèce se rencontre, :
- dans le nord du Malawi ;
- en République démocratique du Congo dans la province de Katanga ;
- dans le sud-ouest de la Tanzanie.

## Description
L'holotype de Phrynobatrachus rungwensis, une femelle adulte, mesure 24 mm.

## Étymologie
Son nom d'espèce, composé de rungw[e] et du suffixe latin -ensis, « qui vit dans, qui habite », lui a été donné en référence au lieu de sa découverte, le mont Rungwe, un stratovolcan de Tanzanie.

## Publication originale
- Loveridge, 1932 : New Reptiles and Amphibians from Tanganyika Territory and Kenya Colony. Bulletin of the Museum of Comparative Zoology, vol. 72, p. 374-387 (texte intégral).